# 1930 في مصر
فيما يلي قوائم الأحداث التي وقعت خلال عام 1930 في مصر.

## أفلام
من الأفلام التي صدرت هذه السنة في مصر:
- 1 يناير – زينب من إخراج محمد كريم.

## مواليد

### يناير
- 1 يناير – محمد مصطفى هدارة
- 15 يناير – محمد عبد الحليم أبو غزالة

### فبراير
- 28 فبراير – عثمان السيد مصارع هاوي مصري.

### مارس
- 15 مارس – شادي عبد السلام
- 23 مارس – أحمد رمزي ممثل مصري.

### أبريل
- 2 أبريل – يوسف والي سياسي مصري.
- 27 أبريل – سناء جميل ممثلة مصرية.

### يونيو
- 5 يونيو – أليفة رفعت

### أغسطس
- 14 أغسطس – أنسي ساويرس
- 15 أغسطس – يحيى الجمل محامي مصري.
- 29 أغسطس – عاطف صدقي سياسي مصري.

### سبتمبر
- 11 سبتمبر – صالح سليم لاعب كرة قدم مصري.

### ديسمبر
- 17 ديسمبر – فتحية بنت فؤاد الأول
- 25 ديسمبر – صلاح جاهين
- 28 ديسمبر – مريم عبد العليم فنانة مصرية.

## وفيات

### يناير
- 1 يناير – محمد المويلحي (مواليد 1868) كاتب مصري.